# Crocomela marginata
Crocomela marginata là một loài bướm đêm thuộc phân họ Arctiinae, họ Erebidae.